# Marcel Dalio
Marcel Dalio, ursprungligen Israel Moshe Blauschild, född 23 november 1899 i Paris, död 18 november 1983 i Paris, var en fransk karaktärsskådespelare. Han spelade bland annat framträdande roller i Jean Renoirs två mest kända filmer, Den stora illusionen (1937) och Spelets regler (1939).

## Filmografi (urval)
- 1937 – Pépé från Marseille
- 1937 – Den stora illusionen
- 1939 – Spelets regler
- 1941 – De tusen fröjdernas hus
- 1942 – Manhattan (ej krediterad)
- 1942 – Casablanca (ej krediterad)
- 1943 – Sången om Bernadette
- 1944 – Att ha och inte ha
- 1949 – Black Jack
- 1952 – Glada änkan
- 1952 – Snön på Kilimanjaro
- 1953 – Herrar föredrar blondiner
- 1954 – Sabrina
- 1957 – Och solen har sin gång
- 1958 – Flygeskadern Lafayette
- 1959 – Jag hatar dej, älskling
- 1960 – Can-Can
- 1960 – Rån på öppen gata
- 1961 – Djävulen kommer kl 4
- 1962 – Cartouche - mästertjuven
- 1963 – Dödslistan
- 1963 – Donovan's krog
- 1964 – Tintin och de blå apelsinerna (röst)
- 1966 – Hur man stjäl en miljon
- 1967 – 25:e timmen
- 1970 – Moment 22
- 1970 – Det stora vita hoppet
- 1973 – Fan ta' bofinken
- 1975 – Odjuret
- 1976 – En fluga i soppan